# Under the Red Cloud
Under the Red Cloud è il dodicesimo album discografico in studio del gruppo musicale heavy metal finlandese Amorphis, pubblicato nel 2015.

## Tracce
1. Under the Red Cloud – 5:33
2. The Four Wise Ones – 4:40
3. Bad Blood – 5:23
4. The Skull – 5:04
5. Death of a King – 5:14
6. Sacrifice – 3:56
7. Dark Path – 5:08
8. Enemy at the Gates – 5:07
9. Tree of Ages – 4:36
10. White Night – 5:15

## Formazione
- Tomi Joutsen - voce
- Esa Holopainen - chitarra
- Tomi Koivusaari - chitarra
- Santeri Kallio – tastiere
- Niclas Etelävuori – basso
- Jan Rechberger – batteria